# Coyamel
Coyamel är en ort i Mexiko.   Den ligger i kommunen Casimiro Castillo och delstaten Jalisco, i den södra delen av landet, 600 km väster om huvudstaden Mexico City. Coyamel ligger 323 meter över havet och antalet invånare är 528.
Terrängen runt Coyamel är kuperad åt sydost, men åt nordväst är den platt. Runt Coyamel är det glesbefolkat, med 18 invånare per kvadratkilometer. Närmaste större samhälle är La Huerta, 12,7 km väster om Coyamel. I omgivningarna runt Coyamel växer i huvudsak lövfällande lövskog.